# Біло-Червоні Іскри
Біло-Червоні Іскри (пол. Biało-Czerwone Iskry) — пілотажна група ВПС Польщі, що виступала на літаках PZL TS-11 Iskra.
Команда була створена 16 лютого 1969 року в 60-му навчальному авіаційному полку в Радомі. На той час вона носила назву «Rombik» і літала на чотирьох літаках TS-11 Iskra. Перший публічний виступ відбувся 17 серпня 1971 року під час авіашоу до Дня ВПС Польщі в Дембліні. В ті часи команда виступала рідко, а її літаки не мали власної кольорової гами. У 1981 році команда «Ромбік» була розформована на тлі введення у Польщі воєнного стану .
У 1984 році команда була відроджена. В 1991 вона отримала кольорову гаму в національних кольорах, а її склад був розширений до 8 літаків (з них один соліст, один запасний). Оновлена команда того ж року виступила на Міжнародному авіашоу в Познані на аеродромі Лавиця під назвою «Пілотажна група „Іскри“» (пол. Zespół Akrobacyjny «Iskry»). 8 серпня того ж року команда дебютувала за кордоном, відвідавши Угорщину, а 7 вересня — виступивши в Бельгії.
3 травня 1993 року команду було розширено до десяти літаків з одним солістом.
21-22 липня 1995 року команда виступила на найбільшому у світі військовому авіашоу Royal International Air Tattoo.
У 1998 команду було знову реорганіозвано і скорочено до восьми літаків, два з яких були солістами.
11 листопада 1998 року внаслідок аварії літака загинув один з пілотів команди, Маріуш Оліва. Аварія сталася під час розвідки погодних умов при підготовці до прольоту команди над площею Пілсудського у Варшаві з нагоди дня незалежності . Після цього команда не виступала протягом двох років .
17 червня 2000 року у зв'язку з реорганізацією польської авіації команда була переведена до 1-го авіаційного навчального центру в Дембліні та знову скорочена і до семи літаків з одним солістом. Також було змінено логотип та назву команди — на «Biało-Czerwone Iskry».
На початку 2007 року літак TS-11 Iskra 1H 0730 під позивним «Czerwona 1», який пілотував командир групи, рішенням Міністерства національної оборони був переданий до колекції Музею польської авіації.
У 2022 році була ескадрилья розформована у зв'язку зі списанням літаків PZL TS-11 Iskra (на той час це був останній підрозділ, що використовував ці літаки). Останній офіційний виступ відбувся 27 липня того ж року, а останній політ — днем пізніше .

## Галерея

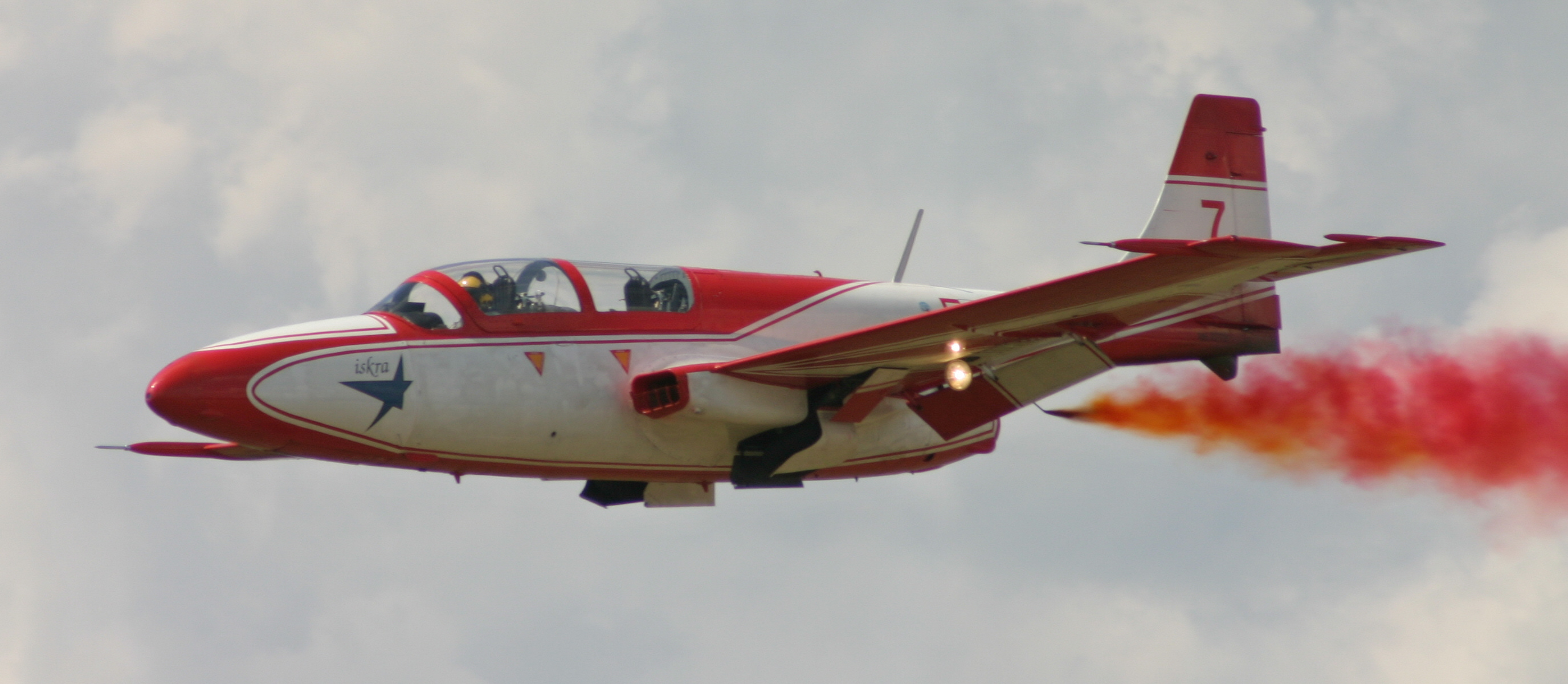
Один з літаків команди
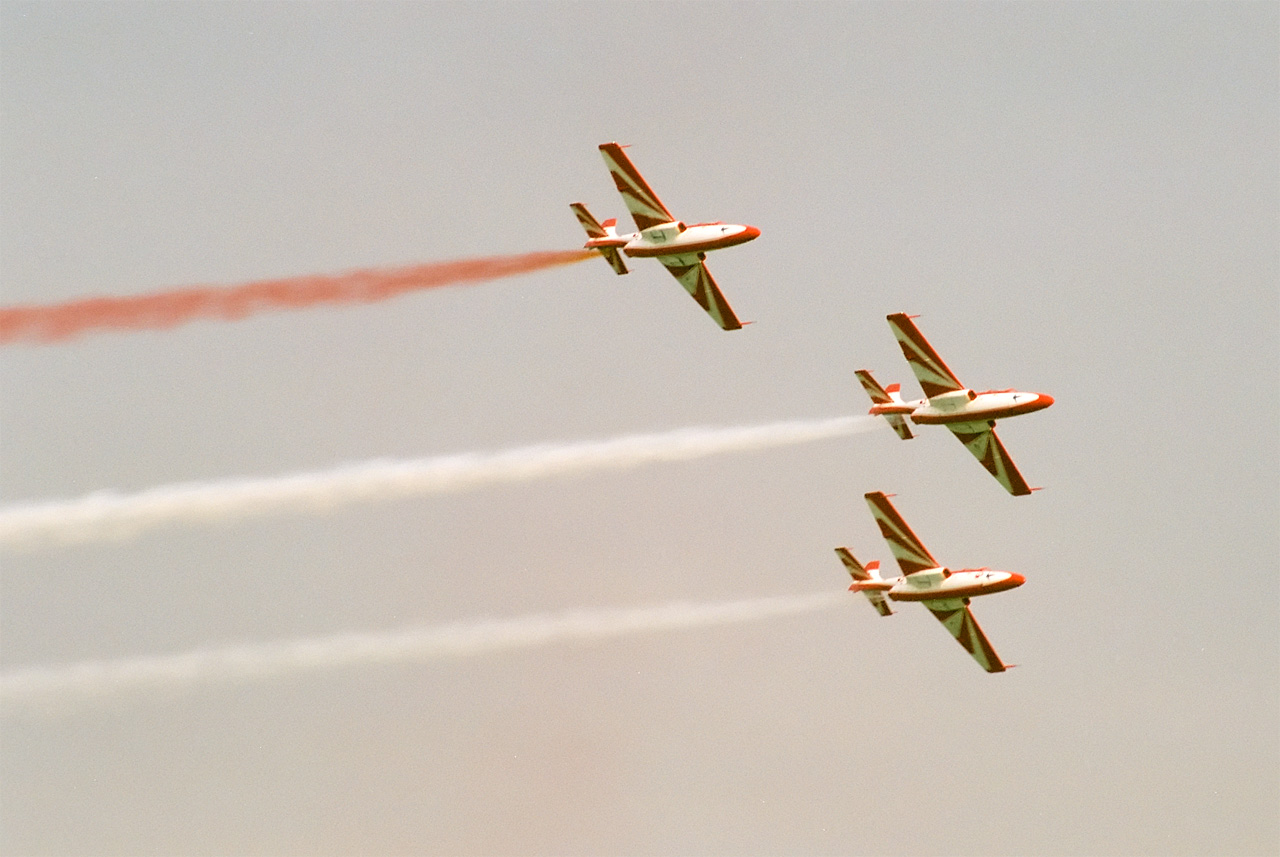
Radom Air Show 2005
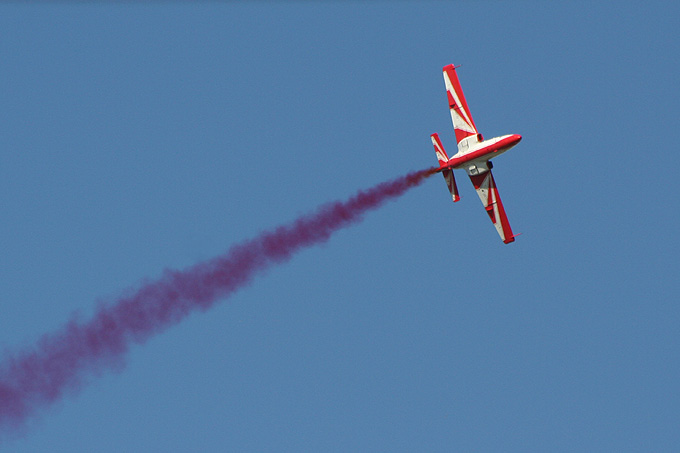
Соліст
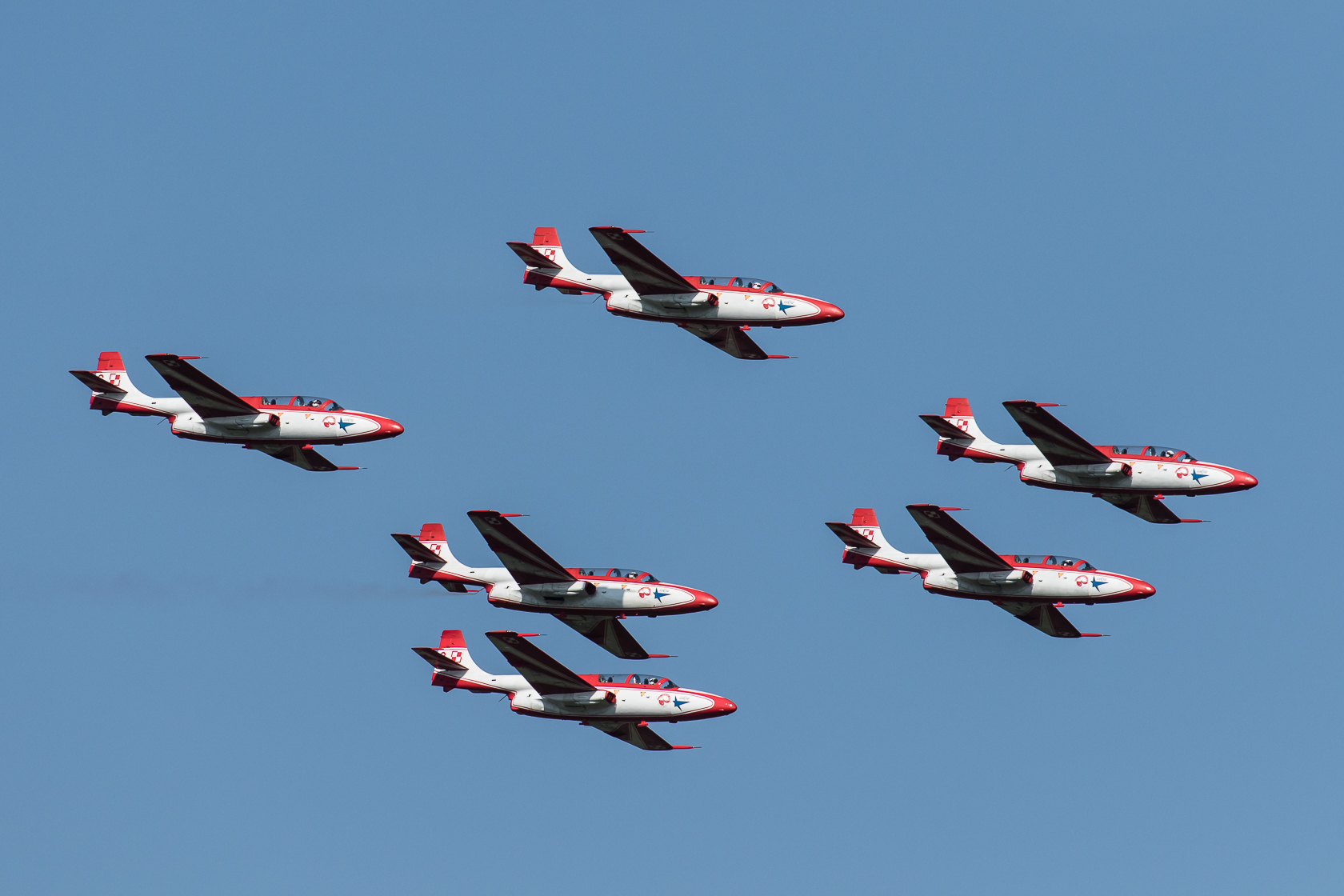
Політ у строю
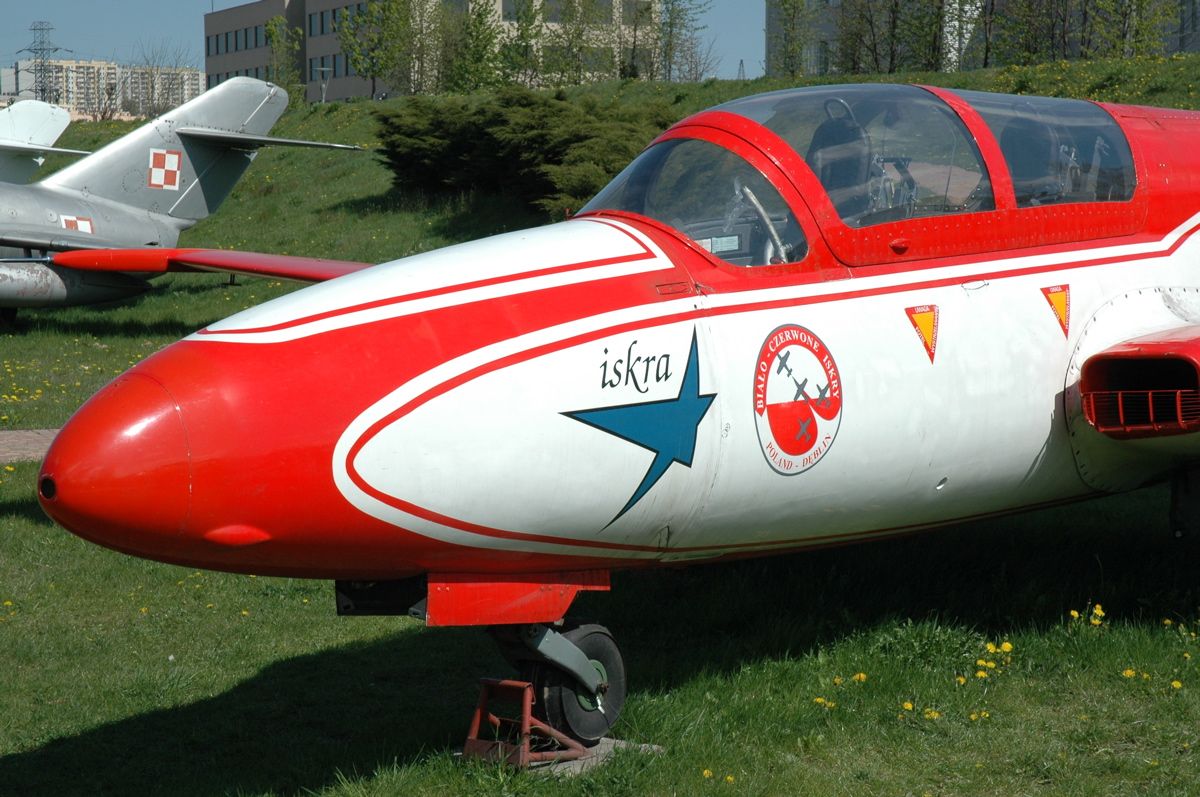
Літак команди в Музеї польської авіації

## Зовнішні посилання
Відео виступу команди на Radom Air Show у 2018 році.